# KDevelop
KDevelop és un entorn integrat de desenvolupament (IDE: 'Integrated Development Environment' en anglès) per sistemes GNU/Linux i altres sistemes Unix. Està alliberat sota llicència GPL i escrit en C++.
A diferència de moltes interfícies de desenvolupament, KDevelop no té un compilador propi, sinó que depèn del GCC per produir codi binari.
La seva última versió es troba sota desenvolupament i suporta altres llenguatges de programació: C, C++, Java, SQL, Python, Perl, Pascal i Bash.